# Нападение на автобус под Люботином
Нападение на автобус под Люботином — преступление, совершённое 27 августа 2020 года.

## Ход событий
На автобусе передвигались 22 активиста партии «Патриоты — За жизнь». На трассе под городом Люботином автобус был заблокирован вооружёнными людьми, предположительно, из организаций «Азов» и «Национальный корпус». Они открыли по автобусу огонь из автоматического оружия. Четверо человек получили тяжёлые ранения. Один из преступников бросил в автобус бутылку с зажигательной смесью. Нападавшие скрылись на двух автомобилях, один из которых был задержан полицией. Позже были задержаны и остальные нападавшие (всего 14 человек). Прокуратурой было возбуждено уголовное дело по факту нападения (изначально по статье «Хулиганство»). По словам представителя партии «Оппозиционная платформа — За жизнь» Ильи Кивы, двое находившихся в автобусе активистов партии были похищены нападавшими.
Президент Украины Владимир Зеленский прокомментировал это происшествие, поблагодарив сотрудников правоохранительных органов за быстрое задержание преступников. а также заявил о недопущении возвращения эпохи «лихих 90-х».
19 ноября пресс-секретарь Харьковской областной прокуратуры Дмитрий Чубенко сообщил, что с задержанных сняли обвинения по статье «покушение на убийство». Сейчас нападавшим на автобус инкриминируют только одну статью – «хулиганство».
20 ноября Киевский апелляционный суд в Харькове освободил из-под стражи 3 из 14 задержанных, заменив им меру пресечения на домашний арест.